# Otto Fischer
Otto Fischer (Altemburgo, 26 de abril de 1861 – Leipzig, 22 de dezembro de 1916) foi um fisiologista e matemático alemão.
Após obter o Abitur na Franckesche Stiftungen em Halle an der Saale, estudou matemática e física em Jena, Munique e Leipzig. Em 1885 obteve um doutorado em Leipzig, orientado por Felix Klein, que o colocou em contato com o anatomista Christian Wilhelm Braune, com quem trabalhou sobre a mecânica de músculos e articulações do sistema de movimentação humano. Após sua morte deu sequência ao trabalho, encontrando no fisiologista Carl Ludwig um grande colaborador. Publicou o artigo Physiologische Mechanik na Encyklopädie der mathematischen Wissenschaften.
Em 1893 foi eleito membro ordinário externo da Academia de Ciências da Saxônia e em 1905 membro ordinário. Em 1907 foi eleito membro da Academia Leopoldina.

## Obras
- Theoretische Grundlagen für eine Mechanik der lebenden Körper mit speziellen Anwendungen auf den Menschen sowie auf einige spezielle Bewegungsvorgänge an Maschinen, Teubner 1906
- Kinematik organischer Gelenke, Vieweg 1907
- Medizinische Physik, S. Hirzel, 1913
- in den Abhandlungen der Königlich Sächsischen Gesellschaft der Wissenschaften zu Leipzig:
  - 1. Teil mit Braune: Der Gang des Menschen, sechs Teile, 1895 bis 1904
  - com Braune: Bestimmung der Trägheitsmomente des menschlichen Körpers und seiner Glieder, 1892
  - Die Arbeit der Muskeln und die lebendige Kraft des menschlichen Körpers, 1893 (Habilitação)
  - Beiträge zu einer Muskeldynamik, zwei Teile, 1895, 1897
  - Beiträge zu einer Muskelstatik, 1896
  - com Braune: Über den Schwerpunkt des menschlichen Körpers mit Rücksicht auf die Ausrüstung des deutschen Infanteristen, 1889
  - com Braune: Untersuchungen über die Gelenke des menschlichen Arms, 2 Partes, 1887
  - Über die Bewegungsgleichungen räumlicher Gelenksysteme, 1905
  - com Braune: Die bei der Untersuchung von Gelenkbewegungen anzuwendende Methode, 1887
  - Das statische und das kinetische Maass für die Wirkung eines Muskels, 1902